# Sigmund Widmer

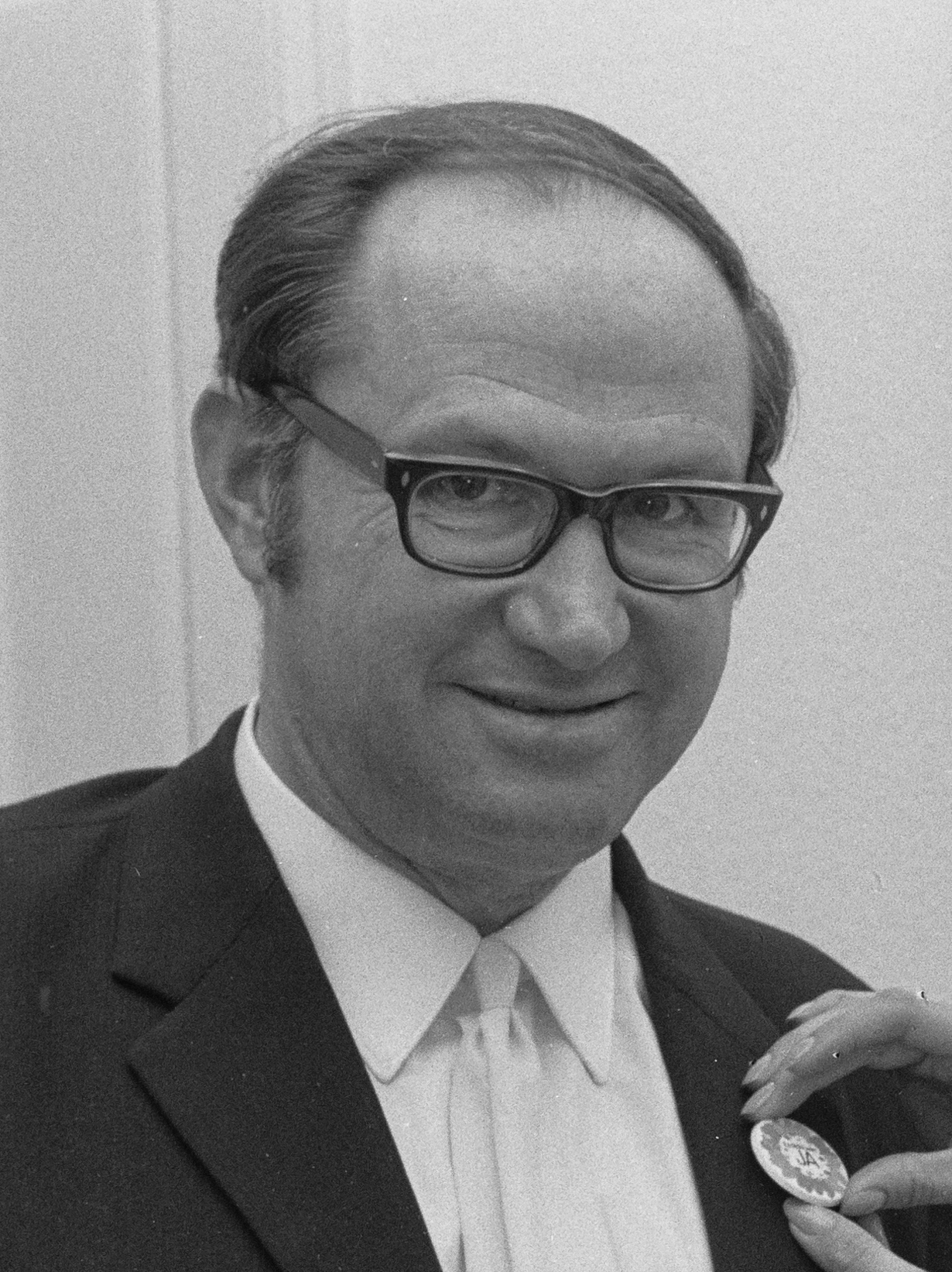
Sigmund Widmer in 1970

Sigmund Widmer (Zürich, 30 juli 1919 - Visp, 8 december 2003), was een Zwitsers politicus, historicus en schrijver.

## Studie en vroege carrière
Sigmund Widmer was aanvankelijk basisschoolleraar en studeerde geschiedenis en Germanistiek in Zürich, Genève en Providence (Verenigde Staten). Vanaf 1949 was hij als leraar bij een middelbare school in de stad Zürich werkzaam.
Sigmund Widmer werd politiek actief en werd lid van de Landesring der Unabhängigen (LdU) en voor die partij in de gemeenteraad van de stad Zürich gekozen (1950). In 1954 werd hij wethouder hoogbouw (dat wil zeggen bovengrondse hoge bouwwerken).

## Stadspresidentschap
Sigmund Widmer nam na het aftreden van stadspresident (dat wil zeggen burgemeester) Emil Landolt (FDP) in 1966 mee aan de verkiezingen voor het stadspresidentschap. Zijn voornaamste opponenten waren Adolf Maurer (SP) en Ernst Bieri (FDP), die hij echter versloeg. Sigmund Widmer werd stadspresident van Zürich. Hij bleef stadspresident tot 1982.
Tijdens zijn stadspresidentschap werd er veel geïnvesteerd in de bouw van nieuwe woonhuizen en flats. Ondanks het feit dat de LdU in de gemeenteraad na iedere verkiezing steeds kleiner werd, wist Widmer zich te handhaven. In 1968 overzag hij de studentenrellen in de stad, een situatie die zich in 1980 herhaalde toen jonge autonomisten rebelleerden tegen de gevestigde orde. De jongerenrellen hielden bijna twee jaar aan en Widmer wist zich niet te handhaven. Hij werd ernstig bekritiseerd door de oppositie (FDP en SP) en moest in 1982 terugtreden. Hierna "zegevierden" de burgerlijke krachten in de stad Zürich onder Widmer's opvolger, stadspresident Thomas Wagner (FDP).

## Overige activiteiten
Sigmund Widmer was van 1963 tot 1966 en van 1974 tot 1991 voor de LdU lid van de Nationale Raad (tweede kamer federaal parlement). Hij was voorzitter van de vereniging Pro Helvetia en werd door de Bondsraad aangesteld tot bemiddelaar in het Jura-conflict.
Sigmund Widmer was een bekend en belangrijk historicus. Van zijn hand verschenen tal van publicaties, waaronder een dertiendelig werk over de cultuurgeschiedenis van de stad Zürich. Een zesdelig werk over de familie Frey kon hij echter niet voltooien; hij overleed terwijl aan het zesde deel werkzaam was. In 1991 viel hem de eer te beurt om tijdens het 700-jarige bestaan van het Zwitserse Eedgenootschap een feestrede te houden voor de verenigde Bundesversammlung.
Sigmund Widmer overleed op 8 december 2003, 84-jarige leeftijd, in Visp.
Sigmund Widmer was na LdU oprichter Gottlieb Duttweiler de bekendste vertegenwoordiger van die partij.

## Werken
- Die Schweiz - ein eigenwilliges Land, Schweizerische Vereinigung Pro Libertate, Bern 2003 ISBN 3-9521945-4-9
- Um Mitternacht beim Rilkegrab, Linda-Verlag, Zürich 1995 ISBN 3-906740-04-8
- Von Zürich nach Zürich: Tagebuch einer Weltreise, Linda-Verlag, Zürich 1993 ISBN 3-906740-01-3
- Die Quelle ist immer der Anfang: Kolumnen aus der Züri-Woche Gotthelf-Verlag, Zürich 1992 ISBN 3-85706-283-5
- Familie Frey: Erzählung 5 delen, Linda-Verlag, Zürich 1997–2001
- Worte zur Zeit : hundert Kolumnen aus der «Züri-Woche» 1982-1989 Voorwoord door: J. R. von Salis. Ex Libris, Zürich 1989 ISBN 3-7178-0010-8
- Zürich. Eine Kulturgeschichte 13 delen, Artemis, Zürich 1975–1986
- Illustrierte Geschichte der Schweiz, Ex Libris, Zürich 1965
- Emil Landolt : Stadtpräsident von Zürich in Amt und Alltag, Rohr, Zürich 1965
- Das ist die Freiheit! : "Das ist Barbarei!"; Sonderbundskrieg und Bundesreform von 1848 im Urteil Frankreichs, Züst, Bern-Bümpliz 1948

### Voetnoten
1. ↑  De CVP en de FDP wonnen de gemeenteraadsverkiezingen ten koste van de SP